# Книголав
Видавництво «Книголав» (#книголав) — українське видавництво, що спеціалізується на виданні дитячої, художньої літератури, науково-популярної, а також на літературі категорії нон-фікшн. Видавництво здійснює переклади світових бестселерів та співпрацює із рядом відомих українських авторів.
Перша видана книжка «100 експрес-уроків української» Олександра Авраменка за місяць була продана тиражем понад 10 тисяч примірників.

## Історія
Первинно видавництво було створено в межах холдингу «1+1 Media». 
Власниками видавництва являються Ткаченко Олександр Владиславович (Кінцевий бенефіціарний власник та засновник - 510 000 грн - 51%), Павелецька Світлана Олександрівна (Засновник - 245 000 грн - 24,5%), Ковальов Артем Володимирович (Засновник - 245 000 грн - 24,5%). 
Керівник: Осколков Дмитро Дмитрович.
Перші проекти #Книголав було реалізовано спільно з видавництвом «Основи», а також з іншими українськими видавництвами. Спочатку метою проекту #Книголав була популяризація окремих телевізійних програм.
2016 року видавництво стало незалежним. Від того моменту воно зосередилось на публікації дитячої літератури (60 % від загальних обсягів продукції видавництва), художньої (20 %) та літератури нон-фікшн (20 %).

## Видання
Видавництво є учасником Книжкового арсеналу, міжнародного книжкового форуму BookForum. Книги, що вийшли у видавництві, знаходять відгуки у ЗМІ.

### Українські автори і видання
- Дмитро Кулеба «Війна за реальність: як перемагати в світі фейків, правд і спільнот»
- Наталія Самойленко «Їж, пий, худни: здоров'я без дієт»
- Олександр Авраменко «100 експрес-уроків української»
- Євген Клопотенко «Зваблення їжею. 70 рецептів, які захочеться готувати.»
- Світлана Ройз «Я сьогодні йду в садок»
- Ірина Озима «У міста є я»

### Серії

#### Дитяча полиця
- «Казки на ніч для дівчат»[9]

#### Золота полиця
Серія «Золота полиця» — 12 класичних текстів актуальною мовою:
- -«Венера в хутрі»
- -«Граф Монте-Крісто»
- -«Троє у човні, якщо не рахувати собаки»
- -«Робінзон Крузо»
- -«Девід Коперфільд»
- -«Портрет Доріана Грея»
- -«Мобі Дік»
- -«Пані Боварі»
- -«Кармен»
- -«Тев'є-молочар»
- -«Любий друг»
- -«Джейн Ейр»

## Видавничі проекти

### Travelbook.Ukraine
У 2019 році за підтримки креативної агенції Green Penguin Media видавництво #книголав для іноземної аудиторії випустило англійською мовою ілюстративне видання про Україну, яке відкриває історичні факти, описує непересічних особистостей та говорить про інвестиційний потенціал країни. За словами співзасновниці видавництва Світлани Павелецької, вихід книги на англомовний ринок є важливим стратегічним кроком на шляху до розвитку бренду України і гарним способом, який розповідає іноземній аудиторії про дива країни, не обмежуючись лише вишиванками та Шевченком. 
Публікацію англомовного видання підтримала енергетична компанія ДТЕК, яка стала Генеральним партнером цього проекту.
Книга складається з 30 авторських карт та 1200 фактів про Україну.

### Чоловіки про фемінізм
У травні 2019 року за спільної ініціативи видавництва #книголав та глобального руху солідарності за ґендерну рівність HeForShe в Україні вийшла популярна книжка «Чоловіки про фемінізм» Майкла Кауфмана та Майкла Кіммела українською мовою.
Видання розказує про основи та принципи фемінізму та має на меті змінити погляди на вже сформовані стереотипи. «Чоловіки про фемінізм» є першою україномовною книжкою авторства обох чоловіків-науковців.

## Скандали
На початку березня 2021 року видавництво потрапило у гучний скандал через те, що з перекладу до книги «Повага. Хлопцям про любов, секс та згоду» шведського андролога та сексолога Інті Чавеса Переса, здійсненого Ганною Топіліною, було вирішено прибрати окремий розділ про сексуальні стосунки між юнаками, про що повідомила залучена видавництвом експертка з секс-просвітництва Юлія Ярмоленко. Деякими представниками суспільства такі дії були розцінені, як гомофобні, а також такими, які свідчать про цензуру.